# Claudio Cabrera
Claudio Martín Cabrera (Buenos Aires, 20 novembre 1963) è un ex calciatore argentino, di ruolo centrocampista.